# Lema (obwód kirowski)
Lema (ros. Лема) – wieś (sieło) w Rosji, w obwodzie kirowskim, w rejonie zujewskim. W 2010 liczyła 321 mieszkańców.